# Tessy-Bocage
Tessy-Bocage est une commune française située dans le département de la Manche en région Normandie. Elle est créée le 1er janvier 2016 par la fusion de deux communes, sous le régime juridique de la commune nouvelle. Les communes de Fervaches et Tessy-sur-Vire deviennent des communes déléguées. Une fusion avec la commune calvadosienne de Pont-Farcy se réalise le 1er janvier 2018 après que la commune a été transférée dans le département de la Manche.
Elle est peuplée de 2 219 habitants

## Géographie

### Localisation
| Moyon Villages (comm. dél. de Moyon)               | Troisgots                                                         | Domjean                                                                                 |
| Moyon Villages (comm. dél. de Chevry), Beaucoudray | Tessy Bocage                                                      | Fourneaux Beuvrigny Torigny-les-Villes (comm. dél. de Guilberville)                     |
| Montabot                                           | Gouvets Saint-Vigor-des-Monts Sainte-Marie-Outre-l'Eau (Calvados) | Souleuvre en Bocage (comm. dél. de Bures-les-Monts, Calvados) Pont-Bellanger (Calvados) |

### Hydrographie
La commune est située dans le bassin Seine-Normandie. Elle est drainée par la Vire, la Drôme, le Marqueran, la Gouvette, le ruisseau de Beaucoudray, le ruisseau de Heudein, le ruisseau du Moulin de Chevry, un bras de la Gouvette, le cours d'eau 01 de la Sénécallerie, le cours d'eau 01 du Grand Clos, le fossé 01 de Fincel, le fossé 01 de la Clémendière, le fossé 01 de la Poëmellière, le fossé 02 de la Clémendière, le fossé 02 de la commune de Tessy-sur-Vire, le fossé 02 du Coisel, le fossé 14 de la Vallée, le ruisseau de Cauquefourque, le Tison, la Vire et divers autres petits cours d'eau,.
La Vire, d'une longueur de 128 km, prend sa source dans la commune de Vire Normandie et se jette  dans la baie de Seine en limite d'Osmanville et de Carentan-les-Marais, après avoir traversé 27 communes. Les caractéristiques hydrologiques de la Viresur la commune. Le débit moyen mensuel est de 9,85 m3/s. Le débit moyen journalier maximum est de 234 m3/s, atteint lors de la crue du 26 janvier 1995. Le débit instantané maximal est quant à lui de 199 m3/s, atteint le 27 janvier 1995.

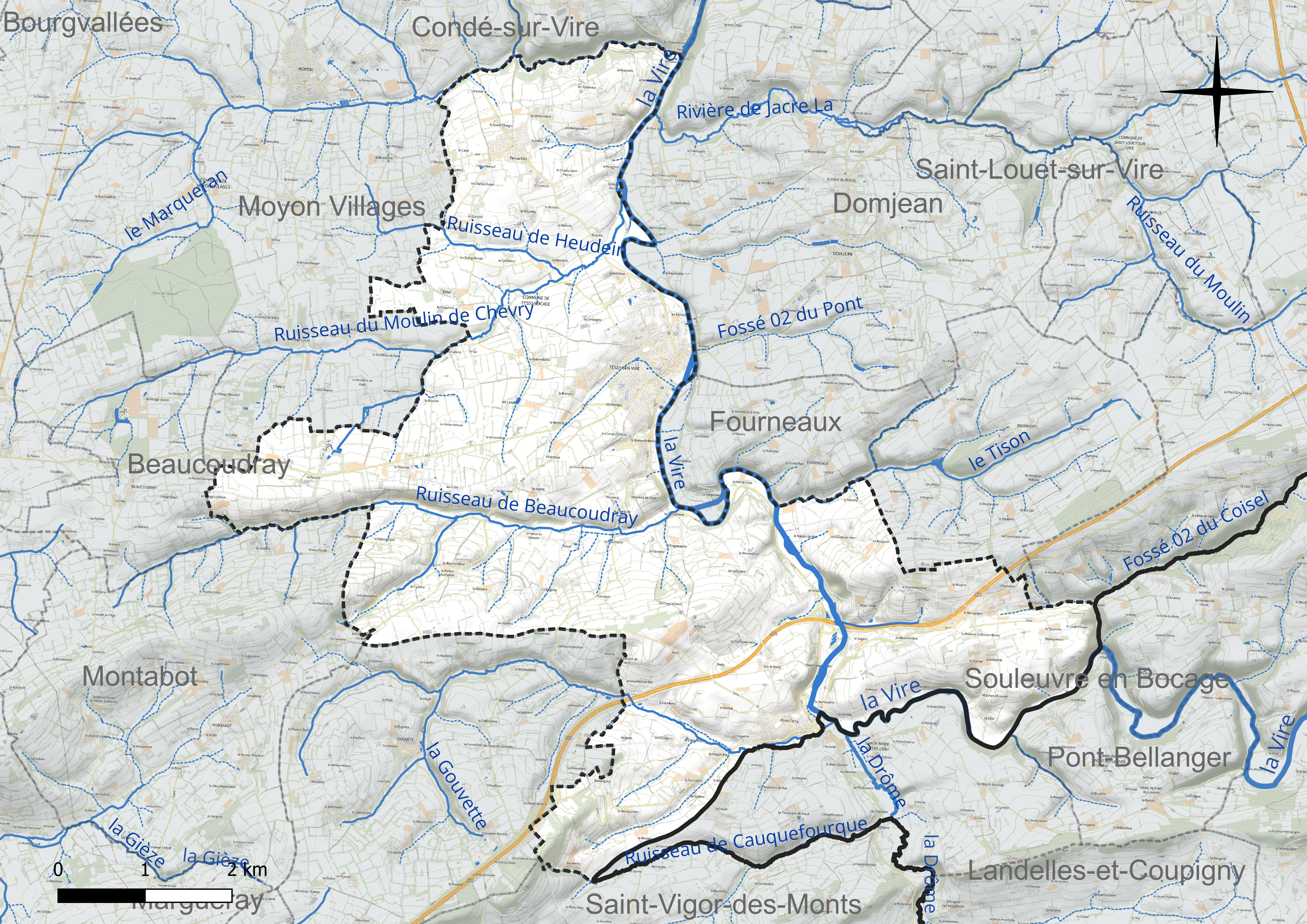
Réseau hydrographique de Tessy-Bocage.

La Drôme, d'une longueur de 17 km, prend sa source dans la commune de Beslon et se jette  dans la Vire sur la commune, après avoir traversé huit communes. 
Le Marqueran, d'une longueur de 11 km, prend sa source dans la commune de Villebaudon et se jette  dans la Vire en limite de  en limite de la commune et de Condé-sur-Vire, après avoir traversé six communes. 

### Climat
Pour des articles plus généraux, voir Climat de la Normandie et Climat de la Manche.
En 2010, le climat de la commune est de type climat océanique franc, selon une étude du CNRS s'appuyant sur une série de données couvrant la période 1971-2000. En 2020, Météo-France publie une typologie des climats de la France métropolitaine dans laquelle la commune est exposée à un climat océanique et est dans la région climatique  Normandie (Cotentin, Orne), caractérisée par une pluviométrie relativement élevée (850 mm/a) et un été frais (15,5 °C) et venté. Parallèlement le GIEC normand, un groupe régional d’experts sur le climat, différencie quant à lui, dans une étude de 2020, trois grands types de climats pour la région Normandie, nuancés à une échelle plus fine par les facteurs géographiques locaux. La commune est, selon ce zonage, exposée à un « climat contrasté des collines », correspondant au Bocage normand, bien arrosé, voire très arrosé sur les reliefs les plus exposés au flux d’ouest, et frais en raison de l’altitude.
Pour la période 1971-2000, la température annuelle moyenne est de 10,7 °C, avec une amplitude thermique annuelle de 12,3 °C. Le cumul annuel moyen de précipitations est de 847 mm, avec 13 jours de précipitations en janvier et 8,3 jours en juillet. Pour la période 1991-2020, la température moyenne annuelle observée sur la station météorologique la plus proche, située sur la commune de Condé-sur-Vire à 9 km à vol d'oiseau, est de 11,3 °C et le cumul annuel moyen de précipitations est de 956,7 mm,. Pour l'avenir, les paramètres climatiques de la commune estimés pour 2050 selon différents scénarios d’émission de gaz à effet de serre sont consultables sur un site dédié publié par Météo-France en novembre 2022.

## Urbanisme

### Typologie
Au 1er janvier 2024, Tessy-Bocage est catégorisée bourg rural, selon la nouvelle grille communale de densité à sept niveaux définie par l'Insee en 2022.
Elle est située hors unité urbaine. Par ailleurs la commune fait partie de l'aire d'attraction de Saint-Lô, dont elle est une commune de la couronne,. Cette aire, qui regroupe 63 communes, est catégorisée dans les aires de 50 000 à moins de 200 000 habitants,.

## Toponymie
Le toponyme est créé le 1er janvier 2016 au moment de la création de la commune. Il reprend le toponyme de la principale commune déléguée, le nom étend la dénomination de Tessy-sur-Vire à son environnement, le bocage normand. Le suffixe -Bocage a déjà été utilisé pour Tinchebray-Bocage lorsque la commune nouvelle s'est créée et on trouve dans la Manche d'autres toponymes (Hautteville-Bocage, Teurthéville-Bocage, Reigneville-Bocage, Yvetot-Bocage).
La graphie officielle de la commune a été « Tessy Bocage » (sans trait d’union) les deux années qui ont suivi sa création le 1er janvier 2016. Cette graphie ne respectait pas les règles typographiques telles qu’énoncées par la Commission nationale de toponymie et a été corrigée par l’arrêté no 17-066-VL du 28 décembre 2017 portant création de la commune nouvelle de Tessy-Bocage par fusion de Pont-Farcy et de Tessy Bocage et applicable au 1er janvier 2018.

## Histoire

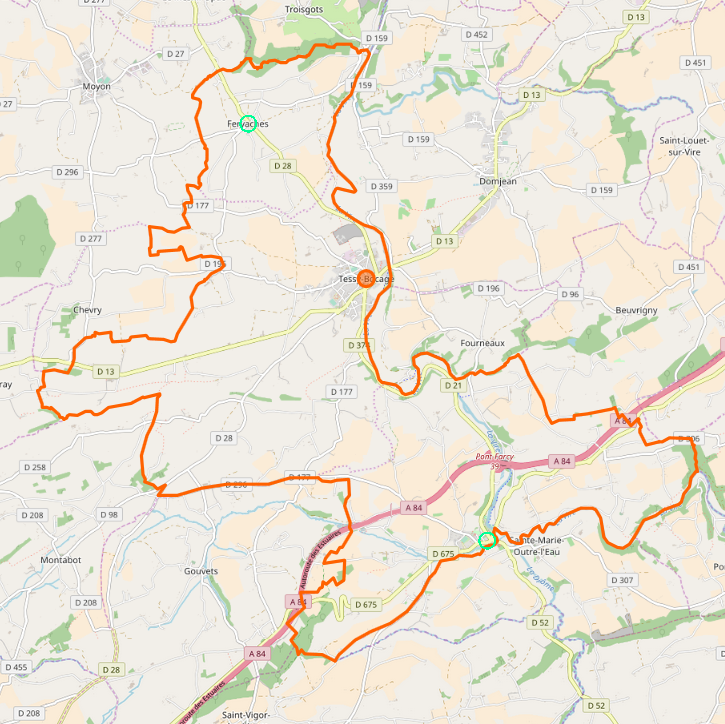
Les deux communes déléguées.

La commune est créée le 1er janvier 2016 par un arrêté préfectoral du 28 septembre 2015, par la fusion de deux communes, sous le régime juridique des communes nouvelles instauré par la loi no 2010-1563 du 16 décembre 2010 de réforme des collectivités territoriales. Les communes de Fervaches et Tessy-sur-Vire deviennent des communes déléguées et Tessy-sur-Vire est le chef-lieu de la commune nouvelle.
Un projet de fusion avec Pont-Farcy situé dans le département voisin du Calvados est lancé en 2017. Le transfert du Calvados à la Manche est décidé par décret du 26 décembre 2017, et Pont-Farcy intègre la commune nouvelle le 1er janvier 2018. L'ancienne commune de Pleines-Œuvres, associée à Pont-Farcy depuis 1973, perd à cette occasion son statut de commune associée et son territoire intègre alors définitivement celui de la commune déléguée de Pont-Farcy.

## Politique et administration
En attendant les élections municipales de 2020, le conseil municipal est composé lors de la création de la commune nouvelle, des vingt-six conseillers des deux anciennes communes (les quinze de Tessy-sur-Vire et les onze de Fervaches). Ils sont rejoints en 2018 par les quinze membres du conseil de Pont-Farcy.
| Période      | Période  | Identité       | Étiquette | Qualité                                                        |
| ------------ | -------- | -------------- | --------- | -------------------------------------------------------------- |
| janvier 2016 | En cours | Michel Richard | SE        | Adjoint technique territorial, maire délégué de Tessy-sur-Vire |

### Communes déléguées
| Nom                    | Code Insee | Intercommunalité  | Superficie (km2) | Population (dernière pop. légale) | Densité (hab./km2) |
| ---------------------- | ---------- | ----------------- | ---------------- | --------------------------------- | ------------------ |
| Tessy-sur-Vire (siège) | 50592      | CA Saint-Lô Agglo | 15,90            | 1 425 (2018)                      | 90                 |
| Fervaches              | 50180      | CA Saint-Lô Agglo | 4,89             | 348 (2018)                        | 71                 |
| Pont-Farcy             | 50649      | CA Saint-Lô Agglo | 13,45            | 544 (2018)                        | 40                 |

## Démographie
L'évolution du nombre d'habitants est connue à travers les recensements de la population effectués dans la commune depuis sa création.
En 2022, la commune comptait 2 219 habitants, en évolution de −5,81 % par rapport à 2016 (Manche : −0,31 %, France hors Mayotte : +2,11 %).
| 2015  | 2020  | 2022  |
| ----- | ----- | ----- |
| 2 361 | 2 237 | 2 219 |

## Culture locale et patrimoine

### Lieux et monuments

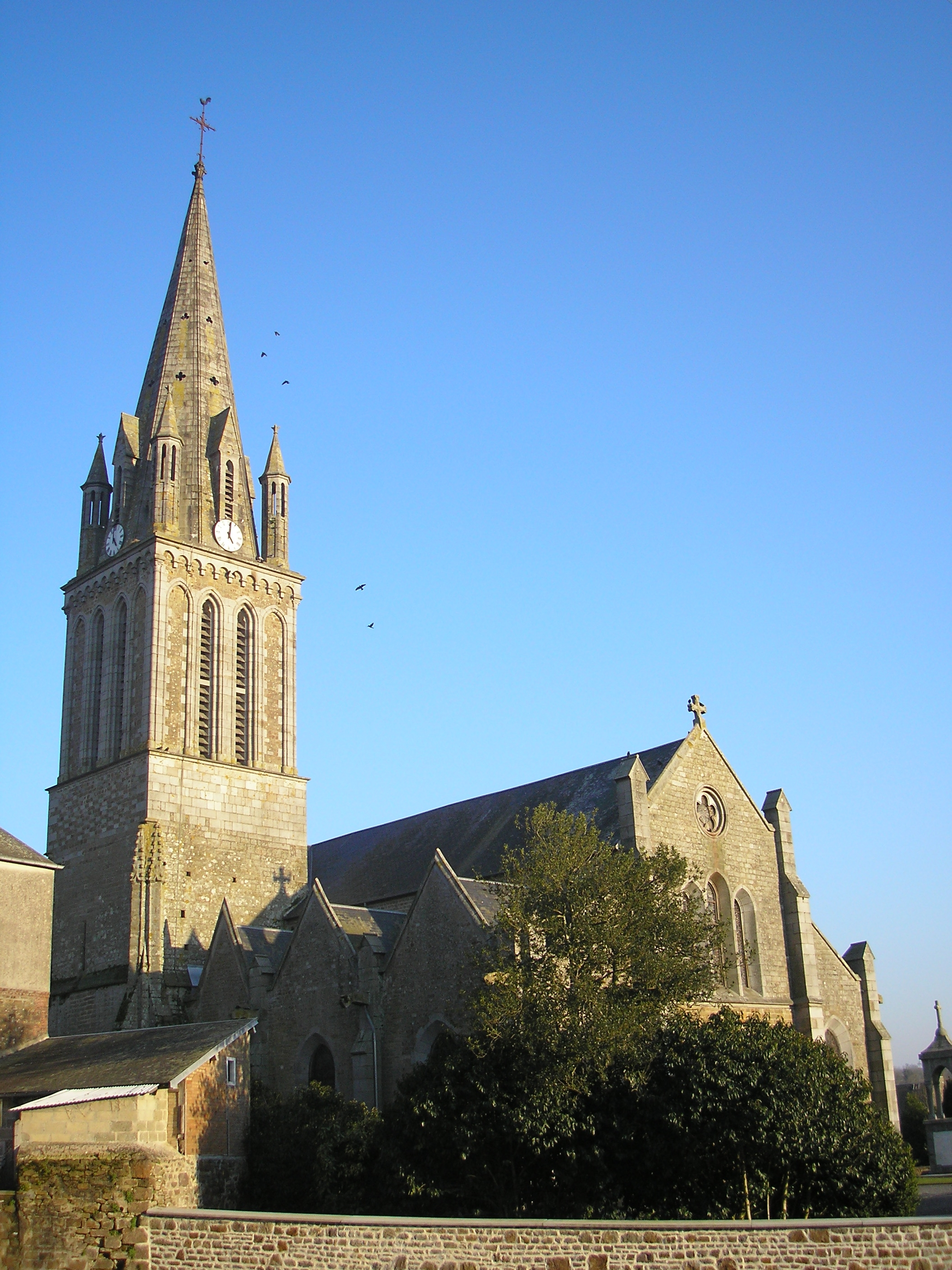
L'église Saint-Pierre.

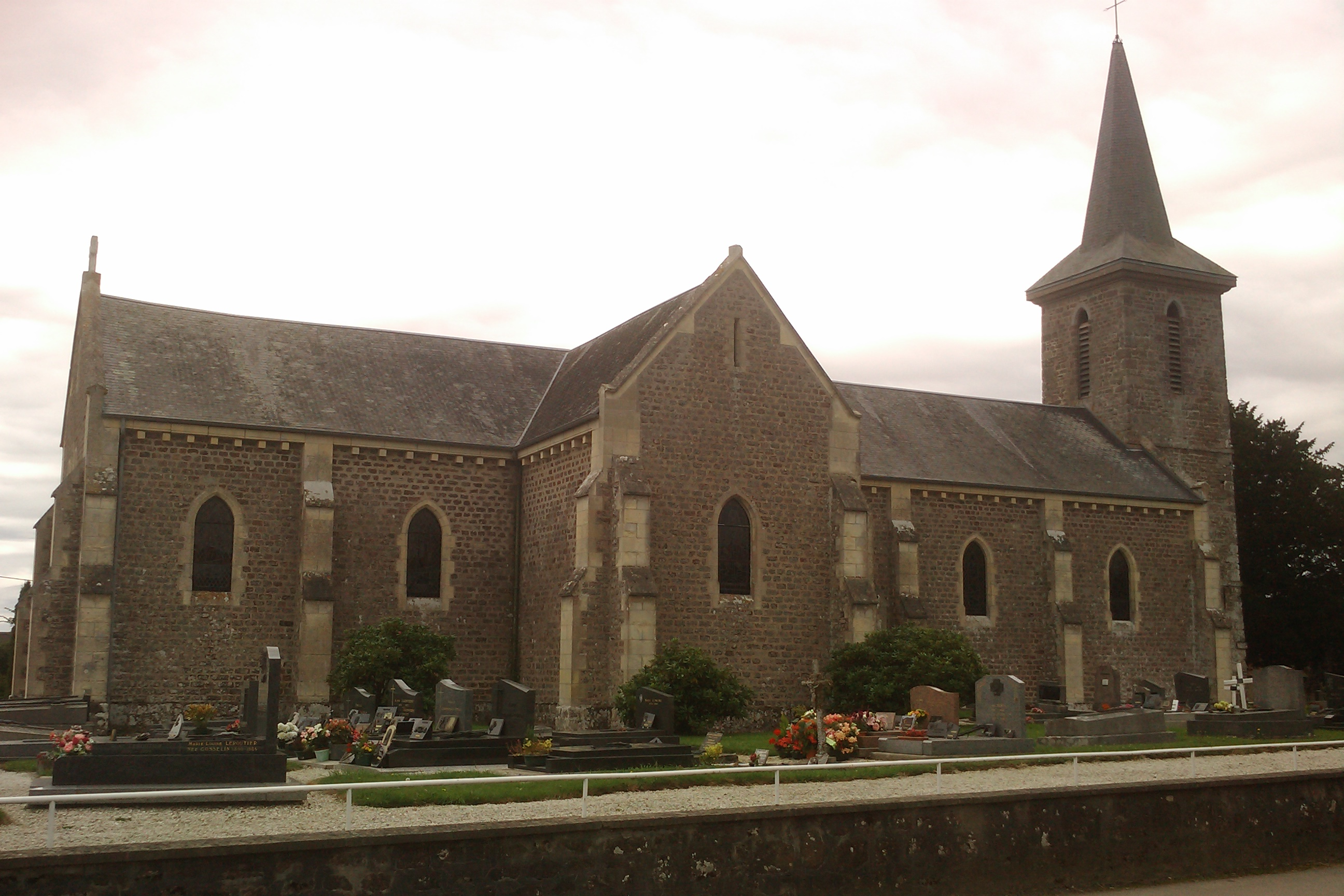
L'église Saint-Pierre-ès-Liens.

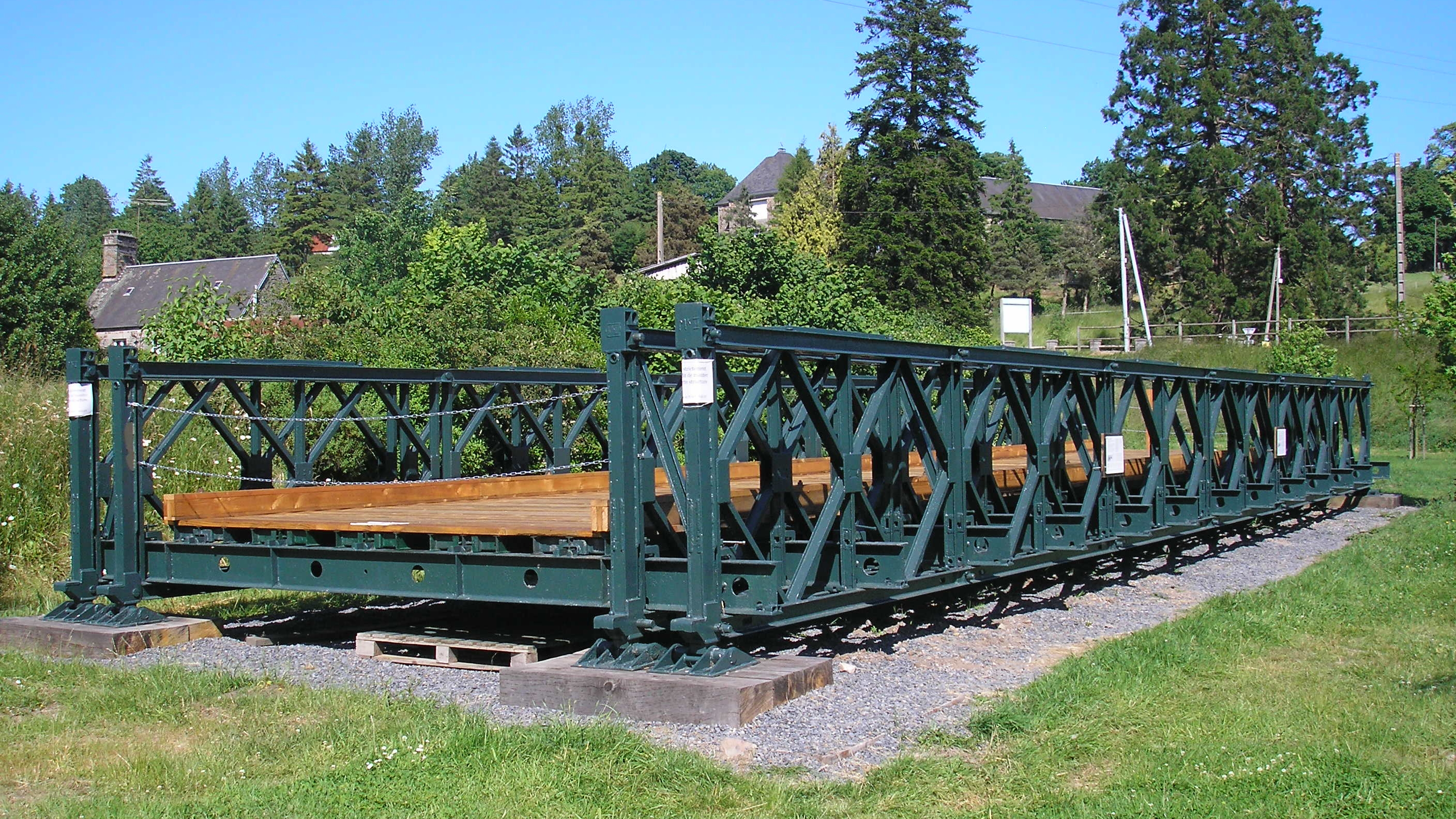
Le pont Bailey.

- L'église Saint-Pierre de Tessy (XVe et  XIXe siècles), avec maître-autel du XVIIIe siècle.
- L'église Saint-Pierre-ès-Liens de Fervaches (XIXe siècle) abritant une statue de saint Pierre en pape, du XVe siècle, classée à titre d'objet aux Monuments historiques[43].
- L'église Saint-Jean-Baptiste de Pont-Farcy(XVIIe siècle),
- L'église Saint-Aubin. L'église possède quatre verrières figurées commémoratives de Charles Lorin[44].
- Mur à abeilles de la Poëmollière (XIXe siècle).
- Grotte du Diable, surplombant la Vire, offrant un panorama sur la vallée.
- Le château de Fincel a été détruit en 1978[45].
- Pont Bailey, initialement sur la Vire, déposé sur un chemin de halage.

### Personnalités liées à la commune
- Pierre Le Page (1709 à Tessy-sur-Vire - 1783), arquebusier et fourbisseur, fondateur de la dynastie d'armuriers Le Page.
- Jean Le Page (1746 à Tessy-sur-Vire - 1834), armurier, connu comme étant l'arquebusier de Napoléon.
- Charles François Louis Caillemer (1757-1843), juge de paix du canton de Tessy-sur-Vire.
- Jean-Claude Lemoine (1931 à Tessy-sur-Vire - 2007), ancien député UMP, élu de la commune.
- Michel Polnareff (né en 1944) a passé des vacances pendant trois ans à l'hôtel de France à Tessy-sur-Vire. Il aurait créé la chanson la Poupée qui fait non dans les cuisines de l'hôtel[46].
- Francis Letellier (né en 1964), journaliste, scolarisé au collège Raymond-Queneau de 1976 à 1980.

## Pour approfondir